# Amor Gitano
"Amor Gitano" é uma canção do cantor Alejandro Fernandez com a participação da cantora americana Beyoncé. A música foi incluída no álbum B'Day Deluxe Edition e foi utilizada na trilha sonora da série Zorro, la espada y la rosa. "Amor gitano" geralmente recebeu críticas positiva dos críticos de música. Enquanto alguns deles elogiou a troca vocal entre os dois artistas e do gênero flamenco-pop da música, outros criticaram a música por ser de alguma forma ofensiva, devido às letras estereotipadas. Embora não conseguiu fazer qualquer impacto sobre a Billboard Hot 100 nem nos principais gráfico do EUA, a canção alcançou a posição 23 no Latin Pop Songs. Alcançou multi-platina em  ringtones e downloads digitais na Espanha, a canção permaneceu no topo das paradas de singles espanhois por treze semanas, tornando-se o segundo single de Knowles a liderar esta parada, o primeiro foi "Beautiful Liar" em 2007.

## Prêmios e indicações
| Ano  | Prêmiação    | Categoria                        | Resultado |
| ---- | ------------ | -------------------------------- | --------- |
| 2007 | Premio Amigo | Premio Amigo a la canción        | Venceu    |
| 2007 | Premio Amigo | Tono más descargado para celular | Venceu    |

## Desempenho

### Tabelas Semanais
| Tabelas musicais (2007)          | Melhor Posição |
| -------------------------------- | -------------- |
| Espanha - Spain Digital Tracks   | 1              |
| Estados Unidos - Latin Pop Songs | 23             |
| Europa - European Digital Tracks | 5              |

### Tabelas anuais
| Tabelas musicais (2007)        | Melhor Posição |
| ------------------------------ | -------------- |
| Espanha - Spain Singles Chart  | 1              |
| Espanha - Spain Ringtone Chart | 1              |

### Certificações
| País / Certificadora | Certificações |
| Single               | Single        |
| -------------------- | ------------- |
| Espanha / PROMUSICAE | 8× Platina    |
| Ringtone             |               |
| Espanha / PROMUSICAE | 16× Platina   |

## Créditos
| - Aureo Baqueiro - direção vocal - Andrés Bermúdez - Gravação - Reyli Barba - escrita - Jasmin Cruz - backing vocals - Paco "El Sevillano" - canto cigano - Alejandro Fernández - vocais - Jaime Flores - escrita - Paul Forat - artistas e repertório - Max Gousse - artistas e repertório - Beyoncé Knowles - redação, produção, vocais | - Mathew Knowles - artistas e repertório - David Lopez - Assistente de Gravação , assistente de mistura - Vlado Meller - masterização - Rudy Pérez - produção, arranjo, teclados, programação, guitarra, direção vocal - Argila Perry - teclados, programação, edição de Pro Tools, a gravação - Rene Toledo Lus - Guitarra - Bruce Weeden - mistura - Shane Woodley - Assistente de Gravação |